# Skanstullsbron
Skanstullsbron är en väg- och spårviadukt mellan Stockholms innerstad och Söderort. Den förbinder Götgatan vid Skanstull på Södermalm och Gullmarsplan i stadsdelen Johanneshov. 
Skanstullsbron började byggas 1944, men andra världskriget fördröjde arbetena. Brons spårdel öppnades för trafik den 3 september 1946. De första åren trafikerades den av spårvagnar fram till dess trafiken med tunnelbanetåg påbörjades den 1 oktober 1950. Den parallellt löpande vägbron öppnades ett drygt år senare, den 28 september 1947.
Namnet härrör från den skans, en befästningsanläggning byggd på 1640-talet och som kallades Söder Scantz på Petrus Tillaeus karta från 1733. Skansen försvann när Hammarbyleden byggdes i mitten av 1920-talet. Tidigare namn för den äldre intilliggande Skansbron var Skanstullsbron. År 1984 invigdes ytterligare en högbro över Hammarbyslussen; väster om Skanstullsbron öppnades Johanneshovsbron för trafiken.
Skanstullsbron är en 574 meter lång betongkonstruktion med 16 skepp, där de centrala skeppen är 118, 112 och 106 meter långa, den segelfria höjden är 32 meter. Bron ritades av arkitekt David Dahl.
Under bron på norra sidan finns nattklubb som även haft konstutställning 2012 och 2013.

## Historiska bilder

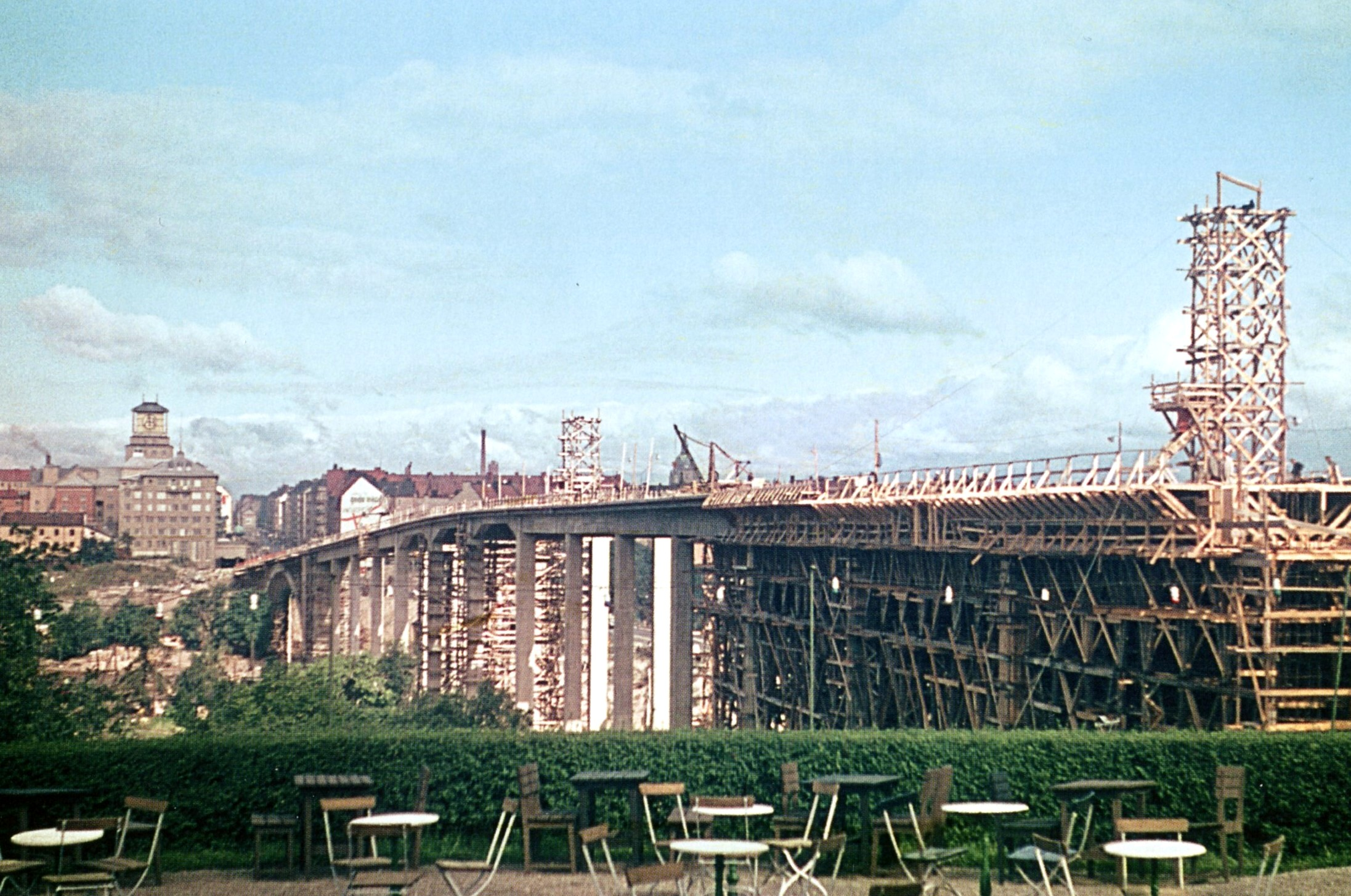
Skanstullsbron under uppförande 1945-46
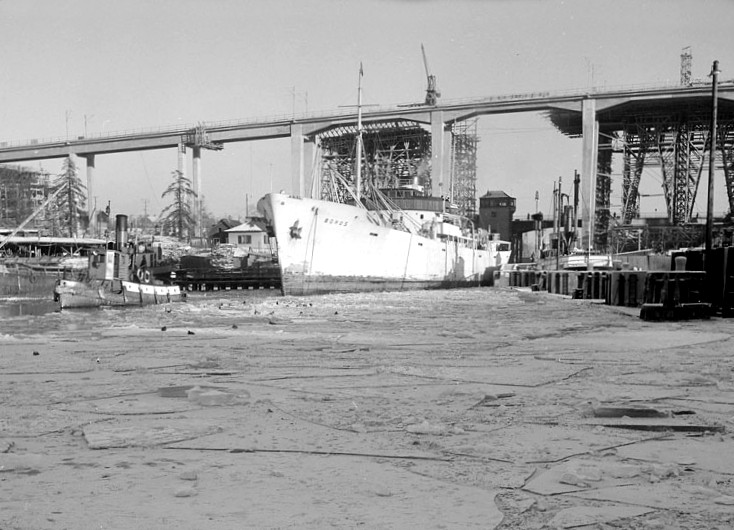
Skanstullsbron under uppförande 1946-47
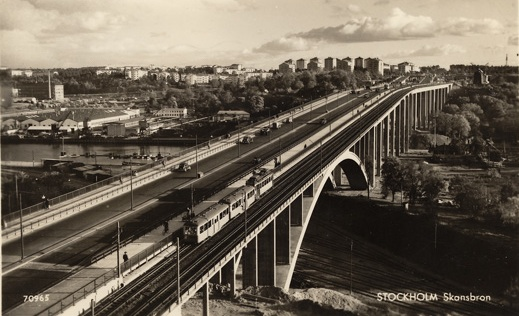
Den färdiga bron med spårvagn och biltrafik efter 1947
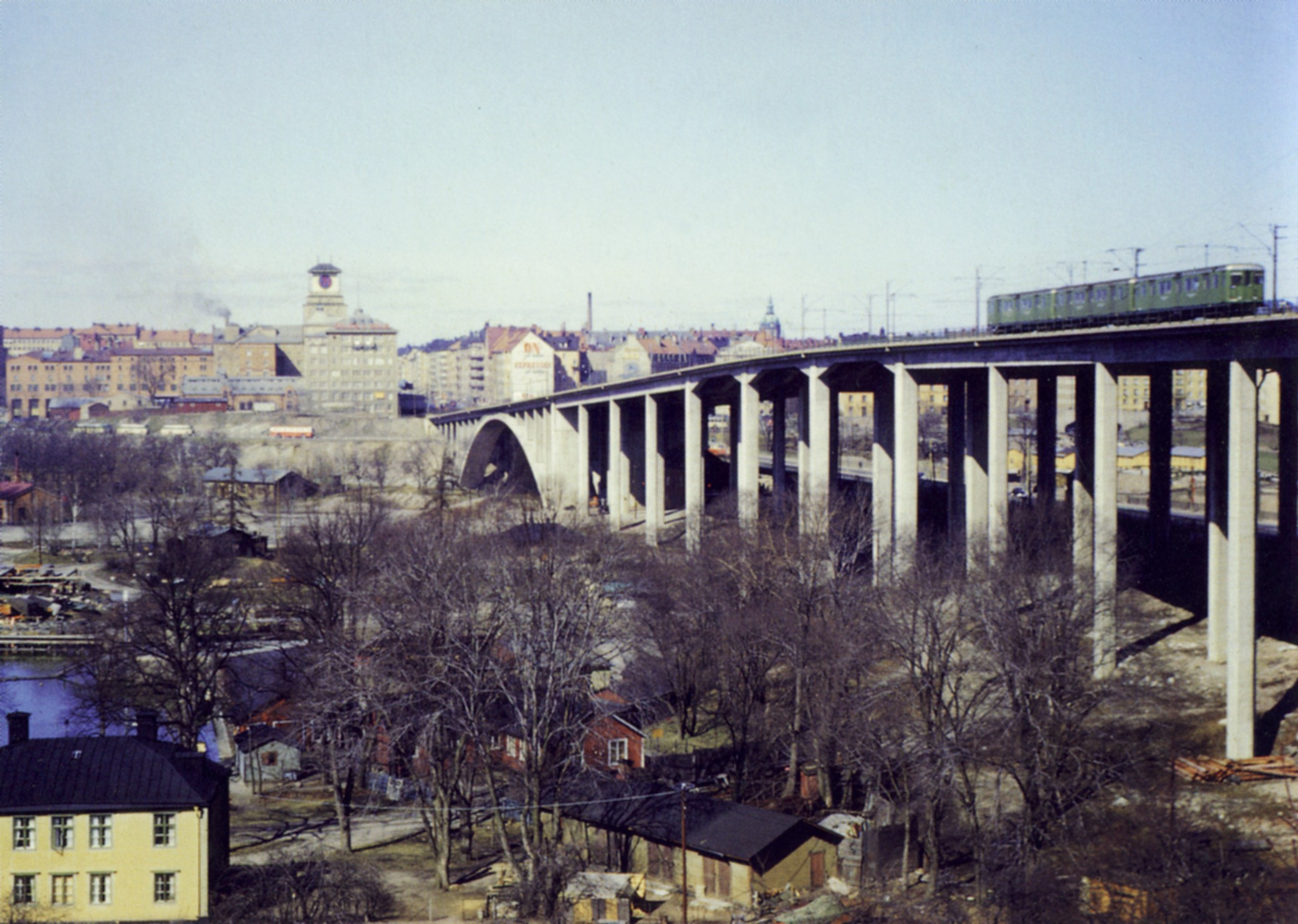
Skanstullsbron 1953 med en äldre tunnelbanevagn

## Nutida bilder

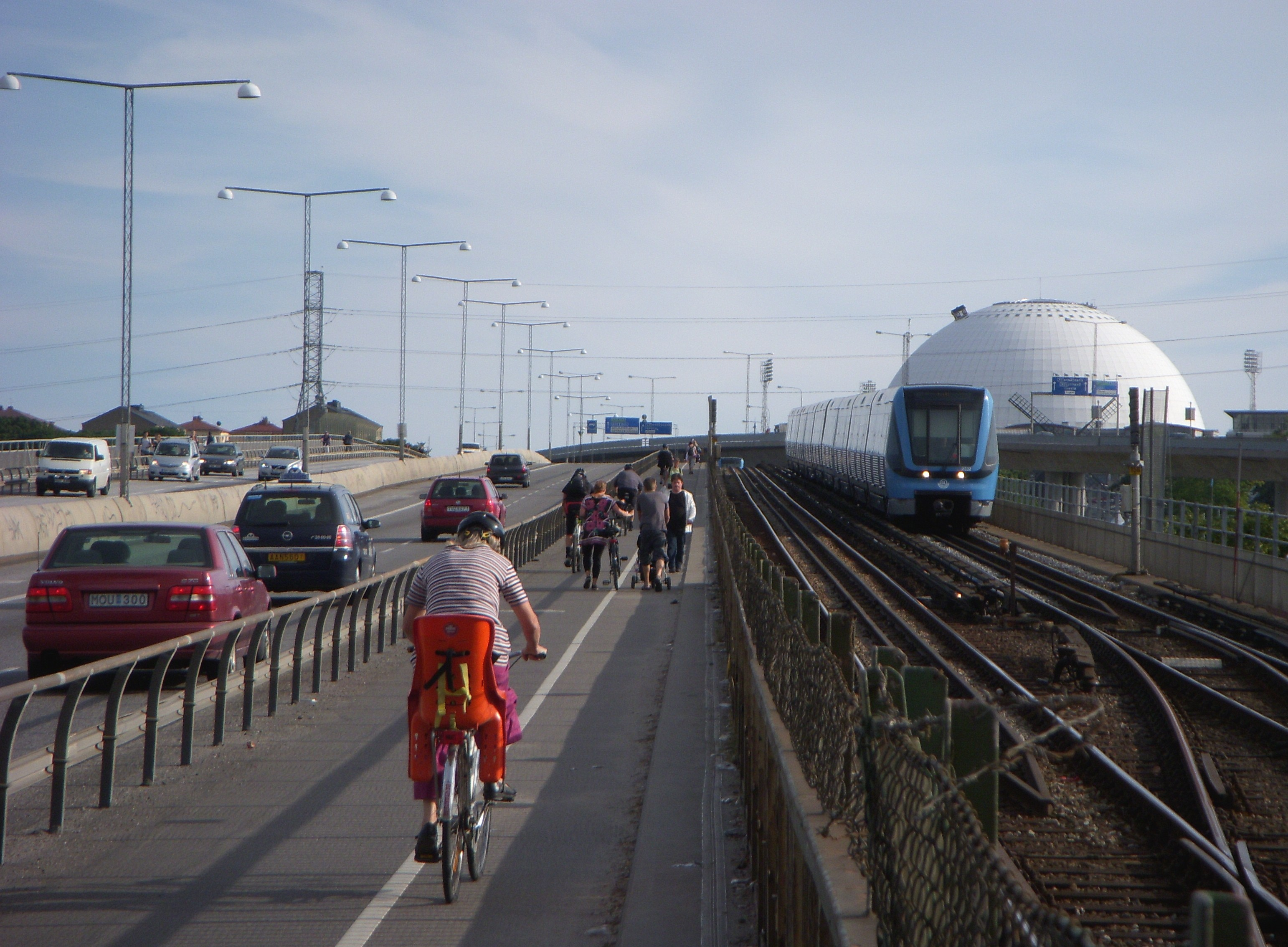
På Skanstullsbron söderut med Globen i bakgrunden
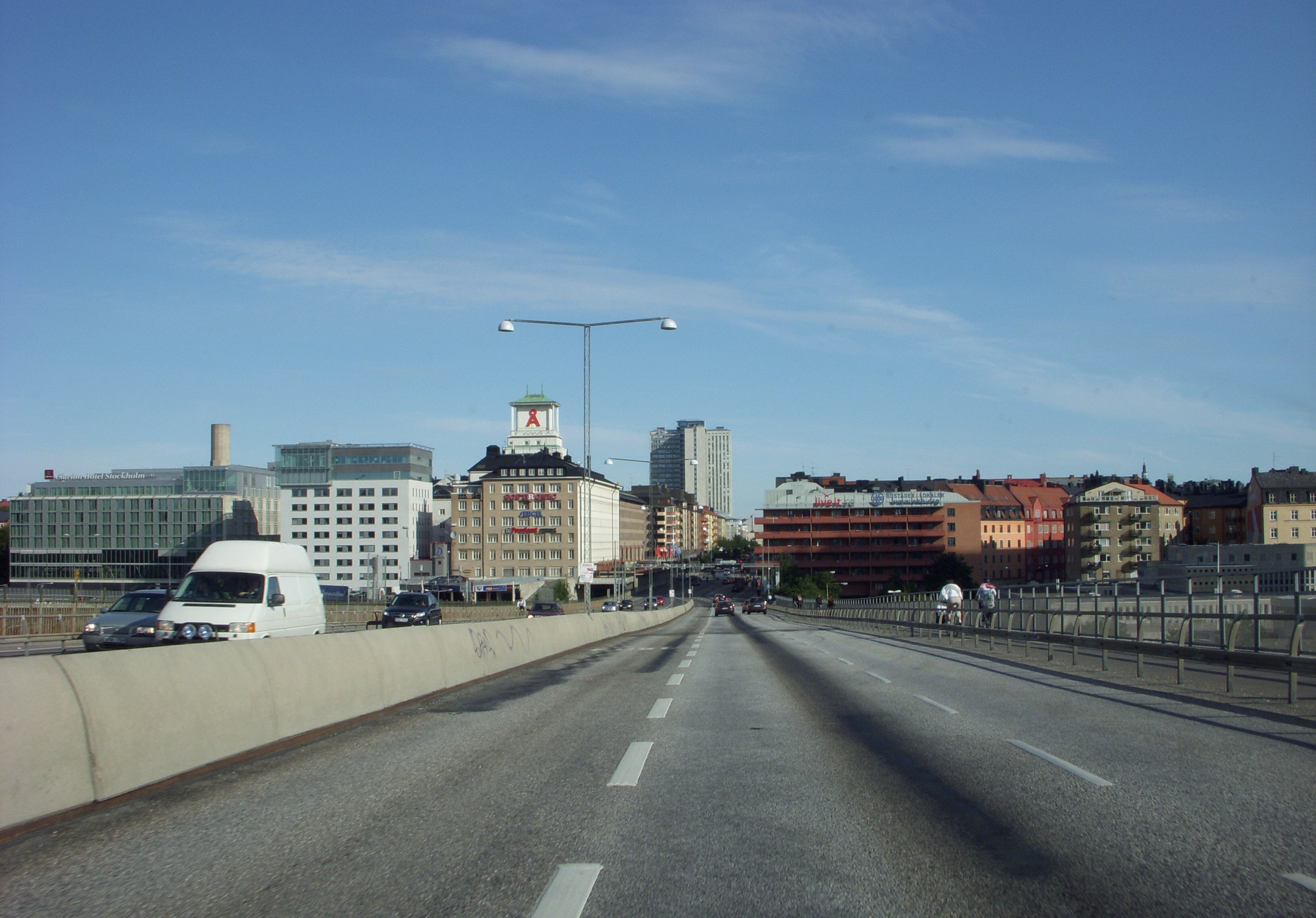
På Skanstullbron norrut med Skatteskrapan i bakgrunden
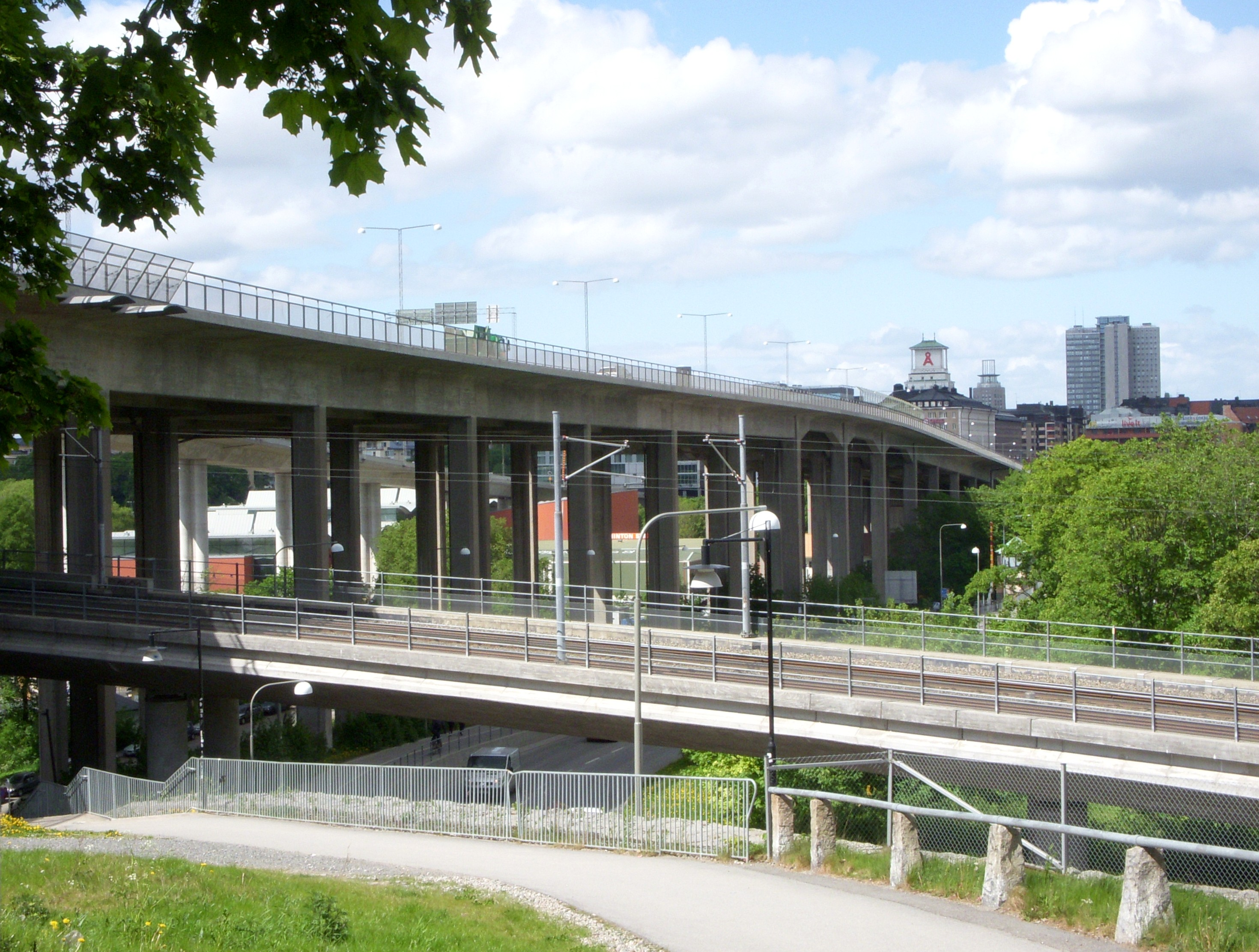
Skanstullsbrons östra sida med Åhléns Söder i bakgrunden
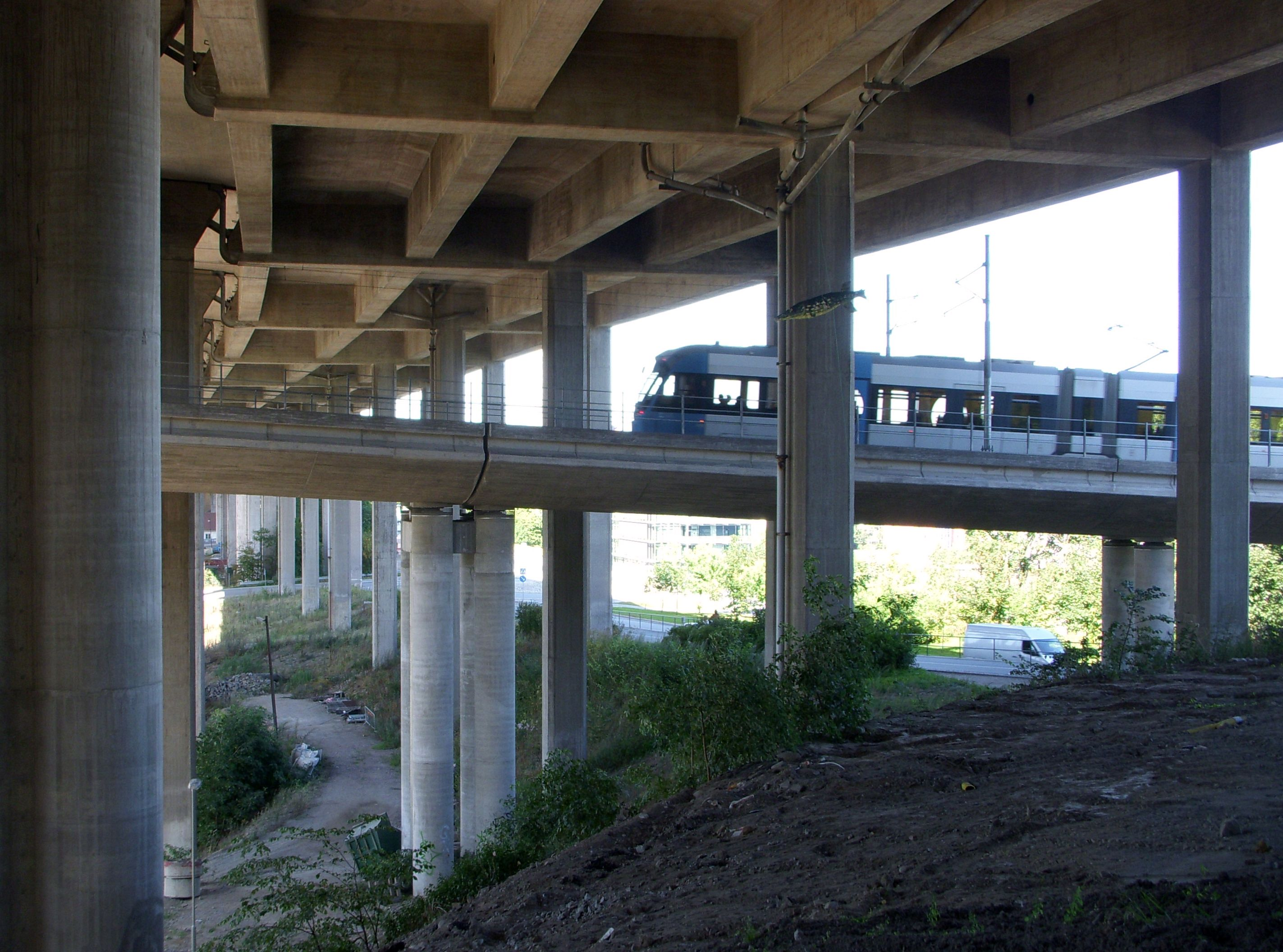
Bron underifrån med Tvärbanans Fredriksdalsbron